# Пискулец (Долж)
Пискулец (рум. Pisculeț) насеље је у Румунији у округу Долж у општини Писку Веки. Oпштина се налази на надморској висини од 35 m.

## Становништво
Према подацима из 2002. године у насељу је живело 357 становника, од којих су сви румунске националности.